# Bataille de St George's Caye
Deuxième Coalition
Batailles
Guerre de la Deuxième Coalition
- St George's Caye (navale) (09-1798)
- Nicopolis (10-1798)
- Corfou (11-1798)
- Copenhague (navale) (04-1801)
- Algésiras (navale) (06-1801)

Campagne de Hollande
- Callantsoog (08-1799)
- Vlieter (08-1799)
- Zyp (09-1799)
- Bergen (09-1799)
- Alkmaar (10-1799)
- Castricum (10-1799)

Campagne de Suisse
- Ostrach (03-1799)
- Feldkirch (03-1799)
- 1re Stockach (03-1799)
- Frauenfeld (05-1799)
- Winterthour (05-1799)
- 1re Zurich (06-1799)
- Schwytz (08-1799) (en)
- Amsteg (08-1799)
- Saint-Gothard (09-1799)
- 2e Zurich (09-1799)
- Linth (09-1799)
- Muten (10-1799) (ru)
- Engen (05-1800)
- 2e Stockach (05-1800)
- Moesskirch (05-1800)
- Biberach (05-1800)
- Erbach (05-1800)
- Höchstädt (06-1800)
- Ampfing (12-1800)
- Hohenlinden (12-1800)

Campagne d'Égypte
- Malte 1 (06-1798)
- Malte 2 (06-1798)
- Alexandrie (07-1798)
- Chebreiss (07-1798)
- Pyramides (07-1798)
- 1re Aboukir (08-1798)
- Salheyeh (08-1798)
- Malte 3 (09-1798)
- Sédiman (10-1798)
- Caire (10-1798)
- Samanouth (01-1799)
- El Arish (02-1799)
- Syène (02-1799)
- Jaffa (03-1799)
- Saint-Jean-d'Acre (03-1799)
- Mont-Thabor (04-1799)
- 2e Aboukir (07-1799)
- Damiette (11-1799)
- Héliopolis (03-1800)
- 3e Aboukir (03-1801)
- Mandora (03-1801)
- Canope (03-1801)
- Fort Jullien (04-1801)
- Le Caire (06-1801)
- Alexandrie (08-1801)

2e Campagne d'Italie
- Vérone (03-1799)
- Magnano (04-1799)
- Cassano (04-1799)
- Mantoue (04-1799)
- Bassignana (05-1799)
- 1re Marengo (05-1799) (en)
- Modène (06-1799) (en)
- Trebbia (06-1799)
- 2e Marengo (06-1799) (en)
- Novi 1 (08-1799)
- Rome (09-1799)
- Mannheim (09-1799) (en)
- Novi 2 (10-1799) (en)
- Genola (11-1799)
- Gênes (04-1800)
- Sassello (04-1800) (en)
- Fort Bard (05-1800)
- Verceil (05-1800)
- Turbigo (05-1800)
- Montebello (06-1800)
- 3e Marengo (06-1800)
- Pozzolo (12-1800)

La bataille de St George's Caye est un engagement naval livré le 10 septembre 1798, à Belize, lors des guerres de la Révolution française.

## Les origines du conflit
En 1638, le pirate écossais Peter Wallace installe son quartier général à l'embouchure du fleuve Belize sur un îlot appelé « Cayo Cacina ». L'établissement prospère et peu à peu sa population augmente et commence à coloniser le pays environnant, suscitant des litiges de plus en plus nombreux avec les Espagnols qui dominent la région. Par le traité de Versailles de 1783, traité annexe au traité de Paris qui met fin à la guerre d'indépendance américaine, l'Espagne reconnaît un droit d'usage sur la région à la Grande-Bretagne, sans toutefois renoncer à sa souveraineté. En 1786, par le traité de Londres, elle accorde à la Grande-Bretagne une concession de 6 684 kilomètres carrés sur le territoire avec interdiction de construire le moindre fort. En 1796, en violation de ce traité, les Britanniques construisent un fort à l'embouchure du fleuve Belize, et garnissent ses remparts de canons. 
Les guerres de la Révolution française ensanglantent alors l'Europe ; les deux pays appartenaient à la coalition qui combattent la France, mais en 1796 l'Espagne quitte ses alliés d'hier et associe son sort à cette dernière. La Grande-Bretagne lui déclare la guerre et les hostilités commencent. Quoique loin de l'Europe, la région ne devait pas être épargnée par la guerre, lorsque les Espagnols décident d'en chasser les Britanniques.

## La bataille
À la fin de l'été 1798, trente-deux navires embarquant 500 marins et 2 000 soldats se dirigent vers Belize, sous le commandement de don Antonio O'Neill, capitaine général du Yucatan. Le 3 septembre cette armada est en vue de St George's Caye et le 10 elle attaque massivement. La petite colonie a mobilisé le ban et l'arrière ban de sa population pour repousser l'invasion, et sa flotte composée de trois sloops, le HMS Merlin, commandé par le capitaine Moss, le Towser et le Tickler échange des bordées avec les navires adverses. Devant la disparité numérique des deux flottes, la population de Caye décide de rétablir l'équilibre et des dizaines d'hommes, miliciens, colons et esclaves noirs embarquent sur tous les bateaux du port: bateaux de pêche, transports… et se ruent à la bataille. Celle-ci dure deux heures et se termine par la retraite des assaillants qui retournent à Veracruz.
La colonie britannique est sauvée et jamais plus Belize ne subira d'invasion de la part de l'Espagne. En 1898, le 10 septembre est décrété jour de fête nationale à Belize.

## La polémique
Certains historiens guatémaltèques contestent l'importance du combat qu'ils qualifient d'escarmouche, soulignant notamment que, nonobstant les effectifs engagés dans cette « grande bataille », il n'y a eu ni pertes humaines, ni pertes matérielles, ce qui est miraculeux. Il semble effectivement avéré que les britannico-bélizéens n'ont pas eu de victimes dans leurs rangs, mais il ne paraît pas en être de même pour leurs adversaires, puisque plusieurs d'entre eux seraient enterrés dans le cimetière qui jouxte la chapelle de Caye.
En tout état de cause, force est d'admettre que l'importance historique d'une bataille se mesure moins au nombre des malheureux qui y ont perdu la vie qu'à ses conséquences. Ainsi, rares sont les batailles qui se sont données en Europe à la même époque dont les répercussions stratégiques ont été aussi décisives, que celles de St George's Caye, et cela malgré leurs nombreuses victimes : l'État actuel de Belize serait sans doute aujourd'hui une province du Guatemala, si le 10 septembre 1798, la fortune des armes avait souri aux Ibériques.